# Elongatie (astronomie)

Enkele begrippen met betrekking tot de positie van hemellichamen

In de astronomie is de elongatie van twee hemellichamen de hoek tussen deze twee zoals gezien door een waarnemer. De waarnemer bevindt zich in het algemeen op de Aarde. Met de elongatie wordt meestal de hoek bedoeld tussen de Zon en een planeet of een ander object dat een baan rond de Zon heeft, maar er kan ook de hoek tussen Jupiter en een van zijn manen mee worden bedoeld.
Als een hemellichaam zich ten westen van de Zon bevindt, spreekt men van een westelijke elongatie. Een hemellichaam dat zich ten oosten van de Zon bevindt, heeft op dat moment een oostelijke elongatie. De elongatie wordt westelijk dan wel oostelijk van de Zon van 0° tot 180° gemeten. Een object met een westelijke elongatie gaat op voordat de Zon opkomt en kan aan de ochtendhemel worden gezien. Venus is dan de Morgenster. Bij een oostelijke elongatie is het object aan de avondhemel te zien, gaat het onder nadat de Zon is ondergegaan en is Venus de Avondster. 
Objecten die dichter bij de zon staan dan de Aarde zelf, zoals de binnenplaneten Mercurius en Venus, kunnen geen elongatie hebben die groter is dan 90°. In de praktijk zelfs nog minder, omdat beide planeten een omloopbaan om de Zon hebben die een flink stuk kleiner is dan die van de Aarde.
Mercurius heeft een maximale elongatie van ongeveer 28°, Venus van ongeveer 48°. Dit is in de afbeelding te zien. De binnenplaneten zijn via een telescoop te herkennen aan de fasen die ze hebben, een bekend verschijnsel bij de Maan. Vanwege de prograde baan van alle objecten die rond de Zon bewegen, lijkt het beeld van een westelijke elongatie op de wassende Maan in het eerste kwartier. Bij een oostelijke elongatie als krimpende Maan in het laatste kwartier. 
Buitenplaneten, die verder van de zon staan dan de Aarde, zoals Mars, kunnen gezien vanaf onze Aarde aan de achterkant van de Zon staan, maar ook verder weg van de Zon staan dan de Aarde, dus elke elongatie van 0° tot 180° bereiken.
Objecten met een kleine elongatie zijn vaak moeilijk te observeren, doordat ze door de Zon worden overstraald. Dat geldt voor de planeet Mercurius en ook een beetje voor Venus. Observeren is dan vroeg in de ochtendschemering of aan het einde van de dag noodzakelijk, dus als de zon weer net of nog onder de horizon staat en het hemellichaam er nog net boven.
De binnenplaneten zijn alleen waar te nemen als ze niet met de Zon in conjunctie staan. Een hemellichaam dat precies voor of achter de Zon staat, dus een elongatie heeft van 0°, staat in conjunctie. Een planeet met een elongatie van 180° heet in oppositie te staan.